# Simfonia núm. 16 (Weinberg)
La Simfonia núm. 16, op. 131, obra del compositor i pianista soviètic Mieczysław Weinberg, va ser composta el 1981 i es va estrenar a la Sala Gran del Conservatori de Moscou a la tardor de 1982 per l'Orquestra Simfònica de la Societat Filharmònica de Moscou dirigida per Pavel Kogan. Està dedicada a la seva mare.

## Moviments
La simfonia està escrita en un únic moviment, respectant més o menys la forma sonata clàssica. L'orquestra emprada és normal exceptuant una percussió ampliada. Podem dividir-la en les parts corresponents a la forma sonata:
1. ♩ = 63 –
2. ♩ = 200 – ♩ = 104 – ♩ = 63 –
3. ♩ = 72 –
4. ♩ = 108 – ♩ = 92 – ♩ = 78 –
5. [♩ = 78] – ♩ = 44 – ♩ = 184 – ♩ = 80 – ♩ = 44 –
6. ♩ = 54